# Два сокола
Ой как первый сокол

Со вторым прощался,

Он с предсмертным словом

К другу обращался.
Сокол ты мой сизый,

Час пришел расстаться,

Все труды, заботы

На тебя ложатся.
«Два сокола» — советская песня о Ленине и Сталине, созданная в 1930-х годах, слова поэта Михаила Исаковского, музыка Владимира Захарова, также есть вариант с музыкой Константина Массалитинова. В советских источниках говорилось, что это украинская народная песня, переведённая на русский язык.
Ленин и Сталин в песне представлены в образе беседующих птиц — соколов, вокруг которых летают соколята. Первый сокол в предсмертном слове прощается со своим другом и выражает тревогу, что теперь на того ложатся «все труды и заботы». В ответ второй сокол успокаивает собеседника и даёт ему клятву: «Не свернём с дороги!». В финале песни говорится, что второй сокол сдержал клятву, сделав страну «счастливой».

## История
В издании 1950 года история песни описывалась так: в середине 1930-х годах в Киеве на заводе «Ленинская кузница» был записан текст песни неизвестного автора. Стихи о соколах пели на мелодию украинской народной песни. Утверждалось, что песня пользовалась «глубокой симпатией» рабочих и колхозников Украины, а в русском переводе сохранились «не только чудесная художественная образность подлинника, его захватывающе глубокое содержание, но и мудрая простота, лаконичность и ясность поэтической народной речи, ее своеобразная ритмика». Заключительные строки об исполнении клятвы являются «сталинским воплощением великих ленинских заветов».
Песню исполняли Ирма Яунзем (1936), хор имени Пятницкого (1937), Воронежский русский народный хор (1948).
Политолог Геннадий Ашин считает песню псевдофольклорной, по его мнению, в ней находит отражение «клятва» Сталина, произнесённая на похоронах Ленина. Песня является одним из примеров мифологии, призванной доказать законность перехода к Сталину харизмы, которой обладал Ленин в глазах миллионных народных масс.